# Balsamia
Balsamia is een geslacht van schimmels behorend tot de familie Helvellaceae. De typesoort is Barssia oregonensis.

## Soorten
Volgens Index Fungorum telt het geslacht 27 soorten (peildatum november 2021):
| Soortnaam                                  | Auteur(s)                                                           | Publicatiejaar |
| ------------------------------------------ | ------------------------------------------------------------------- | -------------- |
| Balsamia aestivalis                        | (R. Heim & L. Rémy) K. Hansen, Skrede & T. Schumach.                | 2019           |
| Balsamia alba                              | Harkn.                                                              | 1899           |
| Balsamia ambigua                           | Petitb.                                                             | 1966           |
| Balsamia cascadensis                       | D. Southw., J.L. Frank & Castellano                                 | 2018           |
| Balsamia filamentosa                       | Harkn.                                                              | 1899           |
| Balsamia fragiformis                       | Tul. & C. Tul.                                                      | 1851           |
| Balsamia fusispora                         | Schulzer                                                            | 1871           |
| Balsamia gunerii                           | (H.H. Doğan, Bozok & Taşkın) K. Hansen & X.H. Wang                  | 2019           |
| Balsamia guozigouensis                     | (L. Fan & Y.Y. Xu) L. Fan & Y.Y. Xu                                 | 2020           |
| Balsamia hellenica                         | (Kaounas, Agnello, P. Alvarado & Slavova) K. Hansen & X.H. Wang     | 2019           |
| Balsamia latispora                         | D. Southw., J.L. Frank & Castellano                                 | 2018           |
| Balsamia lazyana                           | Trappe, D. Southw. & Amaranthus                                     | 2018           |
| Balsamia limuwensis                        | D. Southw., J.L. Frank & Castellano                                 | 2018           |
| Balsamia lishanensis                       | L. Fan & Y.Y. Xu                                                    | 2020           |
| Balsamia luyashanensis                     | (L. Fan & Y.Y. Xu) L. Fan & Y.Y. Xu                                 | 2020           |
| Balsamia magnata                           | Harkn.                                                              | 1899           |
| Balsamia maroccana                         | (G. Moreno, Manjón, Carlavilla & P. Alvarado) K. Hansen & X.H. Wang | 2019           |
| Balsamia nigrans                           | Harkn.                                                              | 1899           |
| Balsamia oblonga                           | Koh. Yamam., N. Endo, Ohmae & Orihara                               | 2021           |
| Balsamia oregonensis                       | (Gilkey) K. Hansen & X.H. Wang                                      | 2019           |
| Balsamia pallida                           | D. Southw., J.L. Frank & Castellano                                 | 2018           |
| Balsamia platyspora                        | Berk.                                                               | 1844           |
| Balsamia polysperma (Kleine balsemtruffel) | Vittad.                                                             | 1831           |
| Balsamia quercicola                        | D. Southw., M.E. Sm. & J.L. Frank                                   | 2018           |
| Balsamia setchellii                        | (E. Fisch.) Trappe, D. Southw. & Castellano                         | 2018           |
| Balsamia trappei                           | D. Southw., J.L. Frank & Castellano                                 | 2018           |
| Balsamia vulgaris                          | Vittad.                                                             | 1831           |